# Khvansar
Khvānsār o Khunsar (farsi خوانسار) è il capoluogo dello shahrestān di Khvansar, circoscrizione Centrale, nella Provincia di Esfahan. Il suo nome deriva dalla lingua avestica: Khun significa "sorgente" e sar "luogo", quindi "luogo della sorgente". La popolazione è di 20.490 abitanti e parlano il dialetto khunsari (khwansari) nonché un dialetto giudeo-persiano.
La città è nota per la produzione di noci.